# ISO 3166-2:ZW

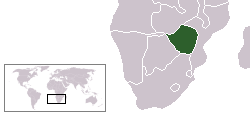
LocationZimbabwe

ISO 3166-2:ZW é a entrada para Zimbabwe no ISO 3166-2, parte do ISO 3166 padrão publicado pela Organização Internacional de Normalização (ISO), que define códigos para os nomes das principais subdivisões (por exemplo, Províncias ou Estados) de todos países codificados em ISO 3166-1.
Atualmente para o Zimbabwe, códigos ISO 3166-2 são definidos por 10 províncias.
Cada código consiste em duas partes, separadas por um hífen. A primeira parte é ZW, o código ISO 3166-1 alfa-2 do Zimbabwe. A segunda parte é duas letras.

## código atuals
Nomes de subdivisões são listados como na norma ISO 3166-2 publicado pelo ISO 3166 Maintenance Agency (ISO 3166/MA).
Clique no botão no cabeçalho para classificar cada coluna.
| Código | Nome das subdivisões |
| ------ | -------------------- |
| ZW-BU  | Bulawayo             |
| ZW-HA  | Harare               |
| ZW-MA  | Manicaland           |
| ZW-MC  | Mashonaland Central  |
| ZW-ME  | Mashonaland Leste    |
| ZW-MW  | Mashonaland Oeste    |
| ZW-MV  | Masvingo             |
| ZW-MN  | Matabeleland Norte   |
| ZW-MS  | Matabeleland Sul     |
| ZW-MI  | Midlands             |